# ジャングルの女王シーナ
ジャングルの女王シーナ（英: Sheena, Queen of the Jungle）は米国コミックのキャラクター。1940年代前後に主としてフィクション・ハウス社の刊行物で使われていた。1941年に女性キャラクターとして初めてコミック誌の単独主人公となったことで知られる。先行する冒険小説から影響を受けて生まれたキャラクターだが、シーナのヒットによって1940年代のコミック界でセクシーな「ジャングル・ガール」のジャンルが流行した。
シーナはアフリカで親を亡くして現地人に育てられた白人の女性で、「ジャングルの女王」として現地の平和を乱すものと戦う。主に野獣や象牙商人、賞金稼ぎ、邪悪な呪術師を相手に冒険を行っていた。

## 刊行史

### 前史
シーナはジャングルの冒険を題材にしたパルプ小説雑誌の人気を背景に生まれた。作者が着想元としたキャラクターの候補には、ラドヤード・キップリングの小説『ジャングル・ブック』(1894) のモーグリ、ウィリアム・ハドソンの『緑の館』(1904) に登場する少女リーマ、もっとも文化的影響力が大きいものとしてエドガー・ライス・バロウズの「類猿人ターザン」(1912) で初登場したターザンが挙げられる。1918年の映画『ターザン』はジャングルを舞台にした映画作品を数多く生み出していた。

### フィクション・ハウス
シーナは1938年1月に英国の雑誌 Wags 第46号で初登場した。作者はコミック黎明期の重要な作家だったウィル・アイズナーとそのパートナーのジェリー・アイガーである。一説によると、アイガーは「ターザン」の亜流作品を依頼され、自身の小規模なスタジオであるユニバーサル・フェニックス・フィーチャーズ (UFP) を通じてコミック作画家モート・メスキンにシーナのキャラクターデザインのプロトタイプを依頼した。UFPは出版社や通信社から注文を受けてコミックを制作するスタジオ（パッケージャー）で、シーナは通信社エディターズ・プレス・サービスによって Wags 誌に売られた。当時のパッケージャーは制作者のクレジットが整備されていなかったため、シーナの創作の過程は正確には分かっていない。アイズナーはシーナの名をヘンリー・ライダー・ハガードが1886年に書いた小説『洞窟の女王』（原題 She）から取ったと述べている。同作の "She" ことアイシャはアフリカの奥地に君臨する美しく野蛮な白人の女王だった。一方、アイガーはシーナの創造にアイズナーは関わっていないと主張しており、シーナの名はニューヨークでユダヤ人を指す侮蔑語として使われていた「シーニー (sheenies)」から思いついたと述べている。
米国読者の前に登場したのは『ジャンボ・コミックス』第1号（1938年9月）が最初だった。同誌はパルプ出版社フィクション・ハウスのコミック参入第1誌で、制作を請け負ったのはアイズナー&アイガーのスタジオだった。シーナの短編はアイズナーが「W・モーガン・トーマス」という筆名で原作を書き、スタジオに所属していたモート・メスキンが作画を行った。アイズナーが同社を退くまで「シーナ」はこの二人が主に担当していたとみられる。「シーナ」は同誌の看板となり、1953年4月までの全167号に掲載された。スピンオフ誌 Sheena, Queen of the Jungle（全18号、1942年春–1952年冬）は女性キャラクターを誌名に掲げた最初のコミックブックだった（初期の女性ヒーローとして知られるワンダーウーマンが個人誌を持ったのはその4か月後だった）。フィクション・ハウスの他のコミック誌 Ka'a'nga 第16号（1952年夏）やワンショット（単号誌）3-D Sheena, Jungle Queen にもシーナが使われた。パルプ小説雑誌でも Stories of Sheena, Queen of the Jungle（1951年春）や Jungle Stories（第5シリーズ第11号、1954年春）にシーナの短編小説が収録されている。

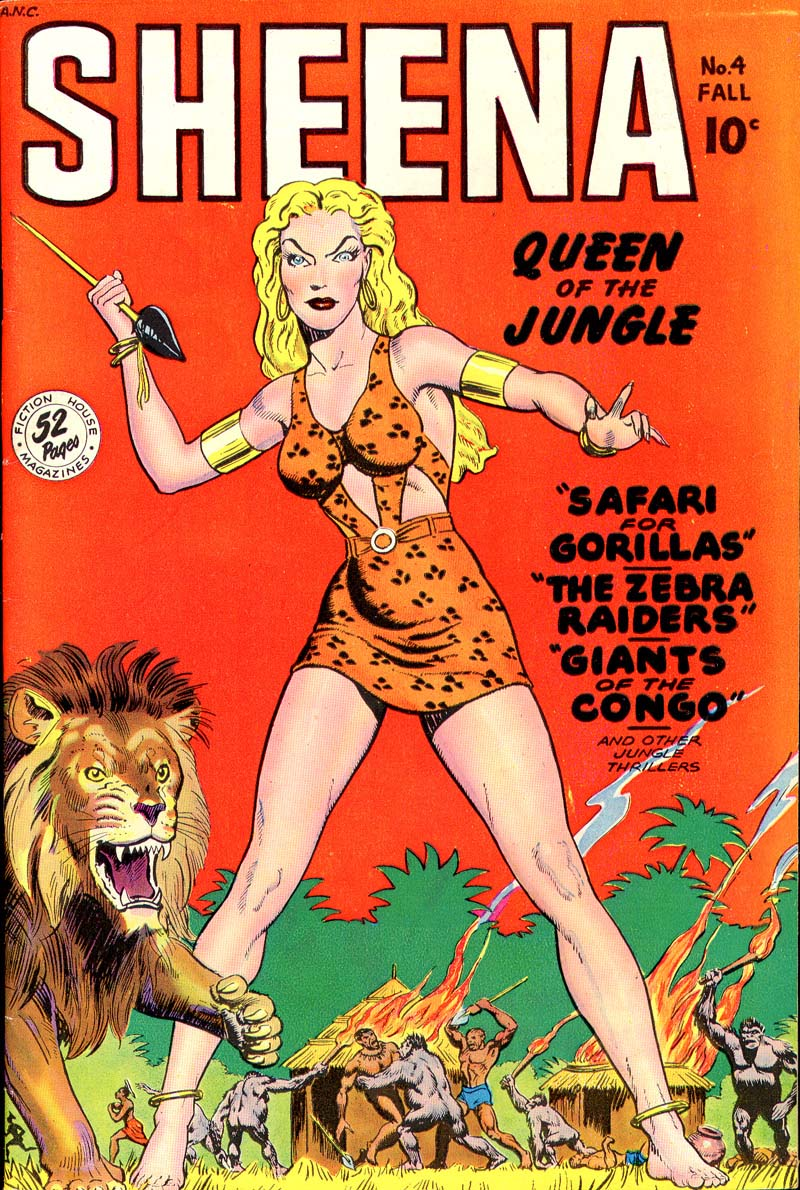
Sheena, Queen of the Jungle 第4号（1948年秋号）。

シーナの人気はコミック作品としての質よりもセックスアピールから来るところが大きかった。ジョー・セルジュはシーナが「グッドガール」（当時の男性向けキャラクターアート）の典型だったと書いている。1950年代にフレデリック・ワーサムなどによって「子どもがコミックから悪い影響を受けている」という批判が高まり、世間の目が厳しくなると、シーナ作品はセクシーな描写や暴力的なストーリーを自粛し始めて人気を失った。グッドガール系の作品を主力としていたフィクション・ハウスは1954年にコミック出版から撤退した。
シーナのヒットを受けて、1940年代から50年代にかけて「ジャングル・ガール」ジャンルのコミックが乱立された。例としては「ジャングルの少女ニョカ」（映画で初登場、1942年にコミック化）を始めとして「ジャングルの女神ルーラー」、「ジャングルの白い王女タアンダ、「ジャングルの覆面女ファントマ」、「ジャングルの女帝テグラ」が挙げられる。それらはいずれも半裸の女主人公を大きく扱っていたため、1954年にコミックス・コードが制定されて性表現が自主規制されると急速に姿を消した。後年になってコードの制約が緩められて以降は、マーベル・コミックスの「シャンナ・ザ・シーデビル」などシーナにインスパイアされたキャラクターや、別の出版社にライセンスされたシーナ本人のコミックが一部で復活している。

### 後年の登場
ブラックソーン・パブリッシングは1985年に復刻版 Sheena 3-D Special、Jerry Iger's Classic Sheena を刊行した。また全3号のシリーズ Jungle Comics（1988年5月–10月）にシーナのオリジナル短編を掲載した。
1990年代以降、シーナのリブートがいくつかの出版社によって行われている。
ロンドン・ナイト・スタジオ
- Sheena, Queen of the Jungle: Bound #0-4 (1998-1999)

デビルズ・デュー・パブリッシング
- Sheena, Queen of the Jungle 99¢ Special (2007)
- Sheena: Queen of the Jungle #1-5 (2007-2008)
- Sheena, Trail of the Mapinguari (2008)
- Sheena Queen of the Jungle: Dark Rising #1-3 (2008)

ムーンストーン・ブックス
- Sheena: Queen of the Jungle #1-3 (2014)

2017年、ダイナマイト・エンターテインメントがシーナのコミックシリーズの刊行を始めた。原作はマルガリット・ベネットとクリスティーナ・トルヒーヨによる。全10号で、25セントで販売されたプレビュー号は予約注文が10万部を超えた。2021年11月と2023年にも新シリーズが出た。

## 作中の設定

### フィクション・ハウス版
シーナはよく手入れされた長い金髪の白人女性で、特別な能力は持たないが知性と機敏さに優れ、アフリカの現地語と英語を流ちょうに話すことができる。誇り高い支配者として現地人（未開な野蛮人として描かれる）を従え、ジャングルの平和を守っている。シーナが戦った相手にはサーベルタイガーや恐竜、ライオン人間、古代種族、蛇神、猿の魔物や吸血猿、現地人の邪悪なカルトなどがいる。当初はシンプルな赤いワンピースを着ていたが、『ジャンボ・コミックス』第10号でトレードマークとなるヒョウ皮の服に着替える。
シーナは幼いころ探検家の父カードウェル・リヴィングトンに連れられてアフリカを訪れた。カードウェルは呪い医コバが作成した魔法の飲み薬を誤って飲んで命を落とした。責任感を感じたコバはその娘を育て、ジャングルで生き抜く術を教えた。大人になったシーナはチムという名の猿をお供に「ジャングルの女王」となった。はじめ住んでいた村が破壊されて以降は、自身の「番い（→mate）」として選んだ白人男性のボブとともに暮らすようになる。ボブは危機に陥ってシーナによって救われる役回りが多かった。ただし、シーナ以外の人名や細かい設定にはフィクション・ハウス版の中でも刊行時期によって異同がある。

## 受容
女性ヒーローについての本 The Supergirls を書いたマイク・マドリッドは、シーナが1940年代のコミック界においてワンダーウーマンと人気を分け合う代表的な女性ヒーローだったと書いている。マドリッドによれば、ワンダーウーマンが少女読者のためのロールモデルとして発想されたのに対し、シーナは男性読者の性的なファンタジーを満たす存在だった。2011年に『コミックス・バイヤーズ・ガイド』が掲載した「コミックのセクシーな女性キャラクター100選」ではシーナが第59位に挙げられている。
エロティックに描かれたシーナがうなり声をあげる野獣と檻の中で戦わされたり、巨大イカの触手に巻き付かれて身をよじったりするストーリーには、ほのかなエロスとタナトスが混ぜ合わされていた。シーナは抑制を解かれたファンタジーそのものだった。女性にふさわしい服装や言動という文明社会の観念に縛られない、官能的な野生の生き物だ。—Madrid, Mike (2009)
シーナの描写には当時の性差別的な女性観が反映されているという見方もある。歴史学者のウィリアム・W・サヴェッジJr.はシーナの大きな胸や長い脚、感情的な気質に男性が規定する女性の理想像が見られると言っている。また、迷信的で未開な黒人を白人の「女王」が統治するという設定の裏に、当時は問題にされていなかった人種差別性と植民地主義が存在することも指摘されている。
ライターのドン・マークスタインはシーナが世代的なノスタルジーを呼び起こすと述べ、我々の文化的バックグラウンドの中で小さいが確かなニッチを占めていると書いている。

## コミック以外のメディア

### テレビ、映画
1956年から翌年にかけて、全26話のテレビシリーズ Sheena, Queen of the Jungleが全米各局でシンジケート配信された。モデルのアイリッシュ・マッカラがシーナを演じた。マッカラは「私は演技ができなかったけど、木から木へツタにぶら下がって飛び移ることはできた」と発言したことが知られている。1960年代のアンダーグラウンド・コミックを代表する作家ロバート・クラムが描くセクシーで獰猛なアマゾネスはマッカラのシーナに影響されている。
1984年にコロンビアピクチャーズからタニア・ロバーツ主演の映画『シーナ』が公開された。主人公は出生名がジャネット・エイムズで、シャーマンによってシーナという名を与えられる。マーベル・コミックスから映画のコミック版が Marvel Comics Super Special誌第34号（1984年6月）に掲載され、Sheena, Queen of the Jungle 全2号として再刊された（1984年12月–1985年2月）。
インドのボリウッドでもシーナに影響を受けた映画が複数制作されている。Tarzan Sundari（Lady Tarzan とも）(1983)、Africadalli Sheela (1986); and Jungle Ki Beti (1988) が挙げられる。
2000年、コロンビア・トライスター・テレビジョンによってジーナ・リー・ノリン主演のテレビドラマ全35話が制作された。このバージョンのシーナは動物と意思を通じさせるだけでなく、動物の姿に変身する能力を持っている。
2017年、ミレニアム・フィルムズがシーナの映画を制作中であることが報じられた。

### 音楽
ラモーンズの代表作として知られる曲「シーナはパンクロッカー」(1977) はジャングルの女王シーナを指しており、パンク・ロックの原初的な魅力によって野生のシーナを文明社会に呼び戻すという歌詞だった。ブルース・スプリングスティーンの「クラッシュ・オン・ユー」の歌詞には強く激しい性格の女性のたとえとして「ジャングルのシーナ」が使われている。歌手ティナ・ターナーのステージ上のキャラクターは、プロデューサーのアイク・ターナーがシーナや「ジャングルの少女ニョカ」からインスパイアされて作り上げたものである。芸名「ティナ」も「シーナ」と韻を踏む名前として選ばれている。